# Ген за љубав
Ген за љубав је шести студијски албум фолк певачице Јоване Типшин, издат 2003. године за Гранд продакшн. Пратеће вокале на албуму певала је Наташа Ђорђевић. Продуцент албума био је Дејан Абадић. Издвојиле су се песме Оригинал и Ген за љубав, за коју је снимљен и музички спот.

## Списак песама
| №   | Назив                   | Текст                 | Музика                  | Трајање |  |
| 1.  | Ген за љубав            | Драган Брајоивћ Браја | Драган Брајовић Браја   |         |  |
| 2.  | Дижем ову чашу          | Пера Стокановић       | Пера Стокановић         |         |  |
| 3.  | Оригинал                | Пера Стокановић       | Пера Стокановић         |         |  |
| 4.  | Две жене                | Марина Туцаковић      | Драган Ковачевић Струја |         |  |
| 5.  | Све на њу мирише        | Марина Туцаковић      | Драган Ковачевић Струја |         |  |
| 6.  | Теби као жао није       | Драган Брајовић Браја | Драган Брајовић Браја   |         |  |
| 7.  | Не бих ја               | Махир Сулејмановић    | Махир Сулејмановић      |         |  |
| 8.  | Није добро то што радим | Марина Туцаковић      | Драган Ковачевић Струја |         |  |
| 9.  | Нисам те преболела      | Драган Брајовић Браја | Драган Брајовић Браја   |         |  |
| 10. | Зар не видиш            | Драган Брајовић Браја | Драган Брајовић Браја   |         |  |